# Pisídice (hija de Leucón)
En la mitología griega, Pisídice (en griego antiguo: Πεισιδίκη) es una de las hijas Leucón y madre del desdichado Argino, que se ahogó en el río Cefiso huyendo de los requerimientos amorosos de Agamenón. Según West, Pisídice se habría desposado con uno de los hijos de Orcómeno, pero no ha sobrevivido la referencia en el Catálogo de mujeres debido al estado fragmentario del papiro que contenía la descendencia de Atamante, abuelo paterno de Pisídice.